# Sesarma
Sesarma là một chi cua trong họ Sesarmidae.

## Các loài
- Sesarma abeokuta Schubart & Santl, 2014[4]
- Sesarma aequatoriale Ortmann, 1894
- Sesarma ayatum Reimer & Diesel, 1998
- Sesarma bidentatum Benedict, 1892
- Sesarma cookei Hartnoll, 1971
- Sesarma crassipes Cano, 1889
- Sesarma curacaoense De Man, 1892
- Sesarma dolphinum Schubart & Diesel, 1998
- Sesarma fossarum Reimer, Diesel & Türkay, 1997
- Sesarma jarvisi Rathbun, 1913
- Sesarma meridies Schubart & Koller, 2005
- Sesarma rectum Randall, 1840
- Sesarma reticulatum (Say, 1817)
- Sesarma rhizophorae Rathbun, 1906
- Sesarma rubinofforum Abele, 1973
- Sesarma sulcatum Smith, 1870
- Sesarma verleyi Rathbun, 1914
- Sesarma windsor Türkay & Diesel, 1994

- Sesarma nr. reticulatum, undescribed species related to Sesarma reticulatum[5]